# Бао (мультфильм)
Ба́о (англ. Bao) — компьютерный анимационный короткометражный фильм 2018 года, созданный Pixar Animation Studios. Сценаристом и режиссёром картины стала Доми Ши. По традиции в широкий прокат мультфильм вышел вместе с полнометражным мультфильмом студии, «Суперсемейка 2», 15 июня 2018 года. Картина повествует о стареющей китайско-канадской женщине, страдающей от синдрома пустого гнезда, которая получает неожиданный второй шанс на материнство во время приготовления баоцзы, когда один из пирожков оживает в виде мальчика.
Фильм стал лауреатом кинопремими «Оскар» на церемонии 2019 года в номинации «лучший анимационный короткометражный фильм».

## Сюжет
Китаянка, чей муж много работает, готовит на кухне баоцзы, один из которых оживает и приобретает человекоподобную форму. Она начинает заботиться о нём и кормить. Ухаживание матери не нравится ребёнку, который хочет играть с другими детьми, но мама очень беспокоится за него из-за его хрупкости. Превращаясь в подростка, сын всё больше отдаляется от мамы, которой не хватает его внимания. Когда баоцзы приводит в дом невесту и сообщает о своём намерении пожениться, мама не выдерживает и, не желая ни с кем делить сына, проглатывает его. Осознав, что она сделала, мать заливается слезами.
В следующей сцене мама лежит в кровати, а её настоящий сын входит в комнату; в этот момент становится ясна аллегоричность происходящего ранее. Мать игнорирует сына, затаив обиду. В конце концов, им удаётся найти понимание. В финальной сцене вся семья вместе с невестой сына готовят баоцзы, сидят за столом и смотрят телевизор.

## Создание
«Бао» был срежиссирован Доми Ши — первой женщиной-режиссёром анимационного фильма Pixar, продюсером стала Бэки Ньюман-Кобб. У Ши китайско-канадские корни и при создании мультфильма она опиралась на свой жизненный опыт, вспоминая как они с матерью готовили клецки, и желая создать современную сказку. Предложив картину студии, Ши беспокоилась, что Pixar может найти его достаточно тёмным и культурно специфичным для широкого восприятия. Мультфильм наполнен множеством мелких деталей, которые, как надеется Ши, покажутся знакомыми азиатским зрителям: рисоварка, манэки-нэко или станиоль, покрывающая кухонную плиту. Во время создания мультфильма сотрудники совершали регулярные поездки в китайский квартал, а мать Ши приходила в Pixar и давала уроки приготовления баоцзы.
Создатели мультфильма столкнулись с трудностями в работе над анимацией еды. Например, создание приготовленной на пару булочки с начинкой из свинины затянулось на два месяца, так как аниматорам было непросто изобразить сырую свинину, которая выглядит вкусно. Самую большую сложность вызывало понимание консистенции блюд и начинки. Чтобы облегчить специалистам задачу, им были предоставлены лучшие образцы японской анимации.

## Реакция
В обзоре The Verge, посвященном «Суперсемейке 2», Таша Робинсон описывает «Бао» как «чрезвычайно эмоциональный маленький фильм» и «идеальное дополнение» к главному фильму. Инку Канг из Slate назвал фильм «движущейся инкапсуляцией азиатско-иммигрантского опыта». Джес Ли из Digital Spy написала, что фильм «ударил очень близко к дому», однако добавила, что в этой картине есть универсальные темы, которые должны резонировать с большинством культур.
Фильм был очень хорошо воспринят азиатскими зрителями, хотя некоторые западные зрители оказались в небольшом замешательстве. Один твит описал фильм как «самые запутанные 10 минут моей жизни».